# ۴-کلرومرکوری بنزوئیک اسید
۴-کلرومرکوری بنزوئیک اسید (به انگلیسی: 4-Chloromercuribenzoic acid) یک ترکیب شیمیایی با شناسه پاب‌کم ۱۷۳۰ است. 